# Hellboy: The Golden Army
Hellboy: The Golden Army (Hellboy II: The Golden Army) è un film d'azione del 2008 scritto e diretto da Guillermo del Toro ed interpretato da Ron Perlman, sequel del film del 2004 Hellboy.
Il film è uscito l'11 luglio 2008 negli USA e il 16 luglio dello stesso anno in Italia. La critica accolse molto positivamente la pellicola, che venne decretata un passo avanti rispetto al primo capitolo nonché uno dei migliori film tratti da fumetti di sempre.

## Trama
Natale 1955: un giovane Hellboy è immerso nel racconto del padre, il professor Trevor Bruttenholm, che rievoca gli eventi di un'antica guerra tra gli umani e le creature mitologiche. All'inizio del conflitto a prevalere furono gli umani; il Re degli Elfi, Balor, era profondamente rattristato a causa della strage del suo esercito. Così un Goblin si offrì di costruire un'armata indistruttibile di giganteschi Androidi dorati. La "Golden Army", composta da 70 volte 70 soldati (ossia 4900), poteva essere controllata solo dalla persona che deteneva la corona reale e che a questa si mostrava fedele. L'armata riuscì a decimare l'esercito degli umani, portando però altra tristezza nel cuore di Re Balor, che decise di stipulare una tregua: gli uomini avrebbero vissuto nelle loro città, mentre le creature magiche avrebbero vissuto nelle foreste. Questa soluzione non piacque al figlio di re Balor, lo spietato principe Nuada, che decise di andare in esilio. La corona reale fu poi divisa in tre parti (una agli uomini e due agli elfi) e la Golden Army non venne più richiamata in battaglia.
Ai giorni nostri, Nuada ha deciso di dichiarare guerra agli uomini. Egli riesce ad entrare in possesso di un pezzo della corona (quella che era stata donata agli uomini) durante un'asta e di un secondo pezzo uccidendo il padre. La sorella gemella del principe, la principessa Nuala, riesce a fuggire portando con sé l'ultimo pezzo della corona. Nel frattempo, Hellboy ha dei problemi con la sua ragazza Liz. Inoltre Tom Manning, direttore della Bureau of Paranormal Research and Defense, cerca in tutti i modi di tener celata al mondo l'esistenza di Hellboy. Durante una missione nella quale vengono eliminate centinaia di voraci fatine dei denti, liberate da Nuada nel corso dell'asta per il primo pezzo della corona, Hellboy finisce per mostrarsi al mondo intero. Inoltre, durante tale missione, Abe scopre che Liz è incinta.
Indispettiti dalla pubblica rivelazione, i capi di Washington decidono di inviare sul campo un loro nuovo fidato agente tedesco, il dottor Johann Krauss, per prendere il comando. Krauss è anch'egli un agente "speciale", infatti è uno spirito disincarnato con la capacità psichica di mantenere una forma grazie a un abito di contenimento. Egli, tramite i suoi poteri, riesce a scoprire che le fatine dei denti erano state comprate al Mercato dei Troll, un'enorme città mercato nascosta sotto il ponte di Brooklyn. Abe qui incontra la fuggitiva Nuala, la quale è venuta in possesso della mappa con l'ubicazione della Golden Army. La principessa incontra così Abe e Hellboy, che la protegge dall'attacco di uno dei corpulenti compagni di Nuada, il feroce Mr. Wink, triturandolo in un macchinario affilato. Una volta usciti, Nuada invoca un gigantesco elementale della foresta, sconfitto dopo un lungo scontro da Hellboy che si mostra una seconda volta agli occhi del mondo.
Nuada riesce a rintracciare la sorella nel quartier generale della BPRD grazie allo stretto legame che unisce i due sin dalla loro infanzia. Inoltre se uno dei due viene ferito, anche l'altro lo è. Nuala, percependo la presenza del fratello, brucia la mappa e nasconde l'ultimo pezzo della corona in uno dei libri di Abe. Tuttavia la vera mappa non è altro che il contenitore dove questa era tenuta nascosta. Nuada riesce a rapire la sorella e a ferire mortalmente Hellboy con la sua lancia. Incapace di rimuovere la punta della lancia dalla ferita, che se viene toccata si spinge più profondamente Abe, Liz e Johann portano Hellboy nel luogo dove era stato nascosto l'esercito dorato, nell'Irlanda del Nord. Qui i quattro incontrano uno dei Goblin che secoli prima aveva creato la Golden Army, che decide di accompagnarli da una cara vecchia amica per farsi dare il pezzo di lancia che è nel petto di Hellboy (come pagamento per l'accesso alla città). Questa si rivela essere l'Angelo della Morte, che da tempo aspettava il loro arrivo. Pur sapendo che se Hellboy vivrà egli un giorno distruggerà l'umanità e per questo lei soffrirà moltissimo, Liz desidera lo stesso che lui non muoia. Così l'Angelo rimuove dal costato del diavolo rosso la punta della lancia, sostenendo che Liz ora debba dare al suo innamorato una ragione per vivere. Così la pirocinetica rivela a Hellboy che diventerà padre.
Il Goblin infine conduce la squadra nel luogo in cui riposa l'esercito dorato, dove Nuada li attende. In cambio di Nuala, Abe consegna al principe l'ultimo pezzo della corona. Non appena la corona viene ricomposta, Nuada risveglia l'esercito dorato e ordina che gli agenti della BPRD vengano uccisi. Nonostante riescano a distruggere alcuni soldati, questi si ricompongono successivamente. Così Hellboy decide di sfidare Nuada per il possesso della corona; dato che anche Hellboy è di sangue reale (essendo "il figlio del Caduto") così come Nuada, quest'ultimo è costretto ad accettare la sfida. Hellboy, dopo un lungo combattimento, riesce a sconfiggere il principe, prendendogli la corona ma risparmiandolo. Ma, non appena Hellboy gli volta le spalle, Nuada cerca di colpirlo. Nello stesso momento Nuala si pugnala per fermare il fratello. Prima che muoia Abe rivela a Nuala il suo amore per lei. Liz poi fonde la corona, disattivando così l'armata dorata per sempre. Quando Hellboy, Abe, Liz e Johann riemergono dal sottosuolo vengono rimproverati dal direttore della BPRD. Ma con sua grande sorpresa Hellboy, Liz, Abe e anche Johann gli consegnano le loro cinture dimettendosi così dalla bureau. Mentre se ne stanno andando, Hellboy inizia a fare progetti sul suo futuro con Liz e il bambino. Liz però ferma Hellboy correggendolo dicendo "i bambini".

## Produzione
Nel maggio 2004 un sequel è stato annunciato dalla Revolution Studios con il ritorno di Del Toro e di Ron Perlman. Il film era previsto per il 2006, in concomitanza con un terzo capitolo. La Revolution Studios pianificò di produrre e distribuire il film attraverso un accordo con la Columbia Pictures, ma entro il 2006, la Revolution rinunciò alla produzione. Nel mese di agosto 2006, l'Universal Pictures acquistò il progetto con l'intento di finanziare e distribuire il sequel.
Il film è entrato in pre-produzione il 2 ottobre 2006, il budget per la realizzazione del film è stato di circa 72.000.000 $. Le riprese del film sono cominciate l'8 giugno 2007 e sono terminate il 21 novembre 2007, le principali ambientazioni sono state filmate a Budapest in Ungheria, a Londra e nell'Irlanda del Nord.
Il 19 dicembre 2007, la Sony Pictures Entertainment ha pubblicato in Internet le prime foto del film, ed il 21 dicembre è stato pubblicato il primo trailer ufficiale.
Seth MacFarlane ha ridoppiato il personaggio di Johann Kraus, rimpiazzando Thomas Kretschmann, originariamente scelto per dare la voce al personaggio, in quanto il regista non era soddisfatto del risultato, così come Doug Jones, che doppia per la prima volta Abe Sapien, personaggio doppiato nel precedente film da David Hyde Pierce.

## Musica
La colonna sonora è stata realizzata da Danny Elfman, ed hanno collaborato altri artisti famosi tra cui il musicista e cantautore Ben Isaac con il brano Noir.

## Riconoscimenti
- 2009 - Premio Oscar
  - Nomination Miglior trucco a Mike Elizalde e Thomas Floutz
- 2009 - Screen Actors Guild Award
  - Nomination Migliori controfigure cinematografiche
- 2009 - Empire Award
  - Nomination Miglior fantasy
- 2008 - Scream Award
  - Miglior film fantasy
  - Nomination Miglior attore fantasy a Ron Perlman
  - Nomination Most Memorable Mutilation (Attaccato da Flesh Eating Tooth Fairies)
  - Nomination Miglior attore non protagonista a Doug Jones
  - Nomination Miglior supereroe a Ron Perlman
  - Nomination Miglior regista a Guillermo del Toro
  - Nomination The Ultimate Scream
- 2008 - Saturn Award
  - Miglior film horror
  - Nomination Miglior trucco a Mike Elizalde e Thomas Floutz
  - Nomination Migliori effetti speciali a Michael J. Wassel, Adrian De Wet, Andrew Chapman e Eamonn Butler
- 2009 - MTV Movie Award
  - Nomination Miglior cattivo a Luke Goss
  - Nomination Miglior combattimento (Ron Perlman contro Luke Goss)

## Accoglienza
Il film realizzato con un Budget di 85 milioni di dollari, ne ha incassati in totale 168, di cui 75 negli Stati Uniti d'America e 92 al livello internazionale.
Rotten Tomatoes ha riferito che l'86% dei critici ha dato al film recensioni positive, con una valutazione media di 7,2/10, basata su 251 recensioni.